# Hardcore Money
Hardcore Money ou Prêt sur gage de l'enfer au Québec (Hardcore Pawn en version originale) est une émission de télévision américaine diffusée aux États-Unis sur truTV, au Québec sur Ztélé et en Europe sur Discovery Channel,.

## Synopsis
American Jewelry and Loan est un établissement de prêt sur gage, situé à Détroit, Michigan, et détenu par Leslie "Les" Gold. L'émission montre le quotidien de ce dernier et de son équipe, comprenant entre autres son fils Seth et sa fille Ashley, dans la gestion de l'entreprise, avec les difficultés inhérentes au métier,.